# Danbury (Nebraska)
Danbury è un villaggio degli Stati Uniti d'America della contea di Red Willow nello Stato del Nebraska. La popolazione era di 101 persone al censimento del 2010.

## Storia
Un ufficio postale a Danbury è stato creato nel 1888. Prende il nome dalla città di Danbury nel Connecticut, da dove proveniva il primo direttore dell'ufficio postale. Danbury è stato incorporato come villaggio nel 1898.

## Geografia fisica
Danbury è situata a 40°02′20″N 100°24′22″W (40.038756, -100.406129).
Secondo lo United States Census Bureau, ha un'area totale di 0,32 miglia quadrate (0,83 km²).

## Società

### Evoluzione demografica
Secondo il censimento del 2010, c'erano 101 persone.

### Etnie e minoranze straniere
Secondo il censimento del 2010, la composizione etnica del villaggio era formata dal 99,0% di bianchi e l'1,0% di due o più etnie. Ispanici o latinos di qualunque razza erano l'1,0% della popolazione.